# 南乌铁路
南乌铁路，又称汤林铁路，是中华人民共和国黑龙江省伊春市境内的一条普速铁路，纵贯伊春市，线路从绥佳铁路南岔站出岔，终点为乌伊岭站，全长256公里。
全线采用单线半自动闭塞，其中，南岔-金山屯间的41.2公里限速90km/h，金山屯以北限速80km/h。货运列车上行牵引定数限重2300吨（单机），下行牵引定数限重1300吨（单机）或2800吨（双机），客运列车牵引限重700吨。
其中南岔至汤旺河谷的柳树站为越岭线路，从南岔站至坡顶为4000米长、26‰的长大坡道，坡顶至柳树站为20‰的长大坡道，内燃双机重联下行牵引定数2800吨。

## 历史
1937年7月，日满当局为采伐小兴安岭森林资源，计划建设南岔至嘉荫县乌云间308公里铁路。1940年5月至10月线路实测。绥佳线于1941年修通，并与鹤岗线（莲江口-鹤岗，鹤岗-鹤北段为建国后修建）接轨。这使得修建小兴安岭铁路成为可能。当时的伊春还是荒无人烟，除南边的南岔、朗乡、带岭，北边的乌云和“伊春街”（现在的伊春区）有集镇以外，其余的地方都是原始森林、草甸子与沼泽，在这样的一个地方修筑出一条铁路，难度可想而知。
1942年7月南岔支线铁路土方开工。修建初期即开始试运营，每天一对工程列车。1943年初开始铺轨。1943年5月展筑至西林（54公里662米）以北之后，增加一对木材列车。1943年12月铺轨至伊春。由于北部的地质条件远比南部复杂，加上抗联游击队的破坏，工程进展不顺利，而且很多地方的质量达不到工程标准。直至1945年初，才修到104公里处的伊春，并向西展筑了20公里到翠峦（翠峦线规划为伊春到海伦的铁路，不过建国后也没有续建，2017年4月停用，2018年9月拆除）。早已超出了计划竣工日期（满铁计划1944年底就修至乌云）。1945年3月正式营运南岔至伊春区间铁路。在南岔、伊春设置了机关区（机务段），南岔、西林、伊春分别有一座120吨的水塔，其余部分车站建有50吨水塔，各站使用臂板信号机与电气路签闭塞机。 
1945年8月日本投降后，汤林线处于无人运营状态。1946年8月汤旺河洪水，因路基过低，全线一半以上线路被冲垮而停运。洪水过后，土匪盘踞在铁路沿线，拆毁，倒卖铁路器材。1947年10月，哈尔滨铁路局在南岔成立汤林线复旧工程处，施工修复线路。1948年1月恢复营运。  
应森工部门的要求，哈局决定继续修筑汤林线剩余的204公里。由铁路部门带头，森工、地方、铁路三方共同向北修建铁路。1952年1月开始伊春至乌伊岭线路北延工程，边设计边施工。1955年1月通车至卫国站（160公里）。1957年12月通车至新青站（210公里）。1960年通车至汤旺河站。1961年的汤旺河洪水一度又冲断了汤林线，摧毁了沿线的14个给水所，经过地方群众和铁路部门的抢修，仅仅经过了23天，汤林线又恢复了运营。1964年11月通车至东汤站（251公里）。1966年12月至乌伊岭站全线通车。受困于伊春林管局与伊春专署拿不出足够的资金来继续修筑铁路，乌伊岭至乌云的铁路没有开工建设。红星-大平台-库尔滨的铁路计划也随之放弃（大平台与库尔滨均在逊克县境内，属于伊春红星林业局施业区）。 
沙山站在2003年被撤销，使得柳树-金山屯区间长达33735米。
2004年站段改革之前，南岔站、伊春站是佳木斯铁路分局直属站。伊春以南车站属于西林车务段；伊春以北车站属于五营车务站。改革后，这些车站全部隶属于佳木斯车务段。
黑龙江省已规划建设汤嘉铁路（汤旺河-嘉荫）与乌伊岭-逊克县的铁路。
由于西林钢铁集团随着钢铁市场景气恢复，精矿粉、废钢、煤炭等大宗物资到站运量激增。沉寂十余年的南岔编组站运转车间、路企接口的西林站运转车间切实感受到了货运量爆增带来的压力。牵引定数一增再增，从两千吨增至两千八百吨，再到重车进站时的三千六百吨，最大的记录是2017年5月26日西林-小合隆直通货车的55台车4842吨，已经超过了绥佳线的区段货车。1997年，西林站年装8357车，卸12607车，发货48.5万吨。2020年，西林站日卸车12列420车，平均每日10列350车，年发货428.7万吨，年到站需求1250万吨，是二十三年前的10倍，是佳木斯铁路分局时期全分局的全年到达量。而汤林线的线路、行车设备几十年没有得到任何实质更新。1997年佳木斯分局测定的汤林线客货车通过对数是南岔-伊春间下行14对上行16对，目前汤林线西-南区间每日开行列车13对~14.5对。